# Новоселки (Мордовия)
Новоселки  — село в составе Мичуринского сельского поселения Чамзинского района Республики Мордовия.

## География
Находится на расстоянии примерно 19 километров на северо-запад от районного центра поселка Чамзинка на реке М.Турлейка.

## История
Известно с 1863 года как владельческое сельцо М.И. Апраксина Ардатовского уезда из 120 дворов.  В 1913 г. население составляло 1309 человек, в селе была деревянная Успенская церковь.

## Население
Постоянное население составляло 122 человека (русские 71%) в 2002 году, 88 в 2010 году , 68 в 2020 году.